# Roc de Peyre
Pour les articles homonymes, voir Peyre.
Le roc de Peyre est un piton volcanique situé dans le département français de la Lozère, près de Marvejols dans la commune de Saint-Sauveur-de-Peyre.

## Géologie, topographie
Le roc de Peyre est un piton volcanique isolé constitué de basalte et approximativement daté du pliocène. Il est à peu près contemporain du truc de la Fare, situé plus au sud. Comme lui, il ne peut être relié au volcanisme de l'Aubrac, qui est antérieur à sa formation.
Il domine au sud les gorges creusées par la rivière Crueize connues sous le nom de vallée de l'Enfer.

## Histoire
C'est sur le roc de Peyre qu'était situé le château de la baronnie de Peyre, l'une des plus puissantes du Gévaudan. Ce château avait la réputation d'être imprenable, ce qui fut le cas jusqu'au XVe siècle et sa destruction par l'amiral Joyeuse. Cette destruction intervint en riposte aux destructions perpétuées en Gévaudan par Matthieu Merle, capitaine huguenot engagé par la veuve d'Astorg de Peyre pour venger le meurtre de son mari.

## Aménagements
Une petite route mène jusqu'au pied du roc où un parking a été aménagé. De là, un court chemin puis un escalier très raide conduit au sommet, où l'on trouvera un relais de télévision, une grande croix et une table d'orientation. De l'ancien château des barons de Peyre, il ne reste rien. Toute la partie sommitale est entourée d'une rambarde métallique pour éviter les chutes, en raison des très fortes pentes des parois du rocher qui tombent même à la verticale du côté nord.